# Вірменська біржа цінних паперів

Вірменська біржа цінних паперів або «AMX» (вірм. Հայաստանի ֆոնդային բորսա), раніше «NASDAQ OMX Вірменія», — єдина біржа, яка зараз працює у Вірменії . Вона розташована в Єревані, столиці міста. Біржа почала свою діяльність в 2001 році як саморегулююча організація.
У листопаді 2007 року відповідно до змін в законодавстві, що охоплюють місцевий ринок цінних паперів, біржа була знеціненою та стала відкритим акціонерним товариством.
Державним регулюючим органом фондової біржі та вірменського ринку цінних паперів є Центральний банк Вірменії (CBA). Папери, які зараз знаходяться в AMX, включають акції, корпоративні облігації, державні облігації, валюти, SWAP та REPO корпоративні цінні папери.
Години торгівлі для всіх ринків — 11:00–15:00 (місцевий час у Вірменії, UTC + 4).
Біржа цінних паперів Вірменії користується сертифікованою системою ISO, яка забезпечує якість та безпеку послуг.
З 1995 р. Вірменська фондова біржа входить до складу Федерації євроазійських бірж . Штаб-квартира Федерації знаходиться в Єревані .

## Управління
Біржею цінних паперів Вірменії керує наглядова рада, а також місцева управлінська команда.
До керівного складу ради входять: Хайк Єганян — генеральний директор, Мікаель Хайрапетян — головний фінансовий директор.

## Фінансова пенсійна система
Починаючи з 1 січня 2014 року, уряд Вірменії ініціював нову загальнодержавну пенсійну програму, яка змушує всіх працівників, народжених після 1974 року виділяти 5 відсотків від загальної річної зарплати в приватні пенсійні фонди.
Відповідно до нового законодавства, уряд Вірменії уклав угоду з Центральним депозитарієм Вірменії та AMX (Вірменською біржою цінних паперів), згідно якої ці організації мають дозвіл вести реєстр обов'язкових учасників цієї нової пенсійної системи, тобто ці організації є відповідальними за збір та належний розподіл активів, які відводяться під ці пенсійні програми.